# Csulimi járás

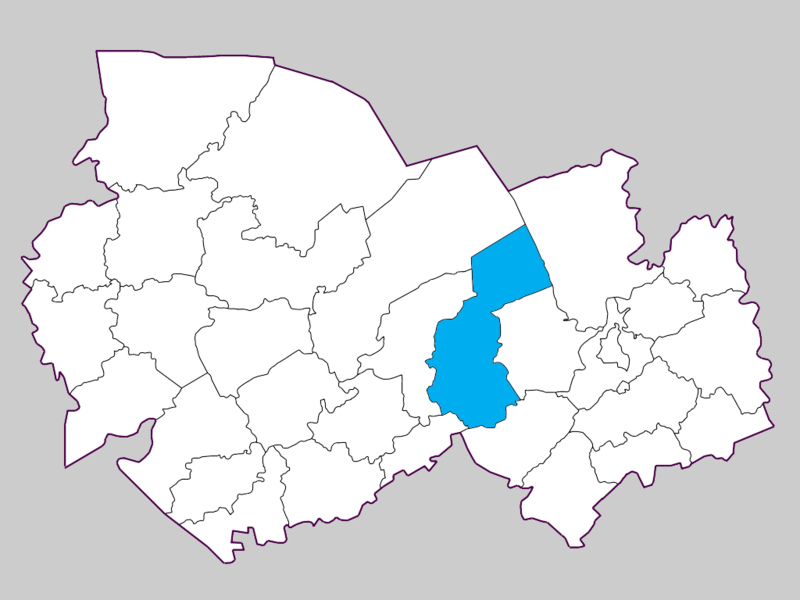
A Csulimi járás a Novoszibirszki területen

A Csulimi járás (oroszul Чулымский район) Oroszország egyik járása a Novoszibirszki területen. Székhelye Csulim.

## Népesség
- 1989-ben 31 854 lakosa volt.
- 2002-ben 26 763 lakosa volt, melynek 93%-a orosz, a többiek főleg németek, kazahok és ukránok.
- 2010-ben 23 909 lakosa volt, melyből 22 636 orosz, 439 német, 410 kazah, 84 ukrán, 49 tatár, 46 azeri, 28 fehérorosz, 20 örmény, 17 cigány, 14 mordvin, 11 csuvas stb.